# Вавжинець Заремба з Калінової
Вавжинець Заремба з Калінової гербу Заремба (пом. 1454) — державний діяч Королівства Польського, маршалок надвірний (1420–1426) і великий коронний (1426–1430), Сєрадзький каштелян (1430–1453) і воєвода (1453–1454), староста велюнський і остешувський.

## Життєпис
Народився Вавжинець на переломі XIV та XV століть у родині сєрадзького урядника (хорунжого більшого, потім каштеляна й воєводи) Марціна Заремби та його дружини Дороти. Використовував придомок «з Калінової» від назви родового маєтку батька у Сєрадзькому повіті. Мав брата Яна «Лопату» та сестру Ельжбету. Був засновником головної родової лінії Зарембів із Калінової.
1417 року разом із батьком і братом фундували кляштор і шпиталь Гробу Господнього у передмісті Сєрадза на честь святого Духа та записали йому своє село Ґарбув.
З початку 1420 року Вавжинець був призначений маршалком надвірним коронним. Цього ж року був послом до короля Богемії Сигізмунда Люксембурга, підписав з ним мирний договір.
Навесні 1426 року обійняв нову посаду маршалка великого коронного. Перед народженням наймолодшого сина короля Владислава Ягайла, Казимира, навесні 1427 року Вавжинець Заремба втрапив у скандал, пов'язаний із молодою королевою Софією Гольшанською. За звинуваченням великого князя Вітовта, його разом із трьома іншими молодими придворними було заарештовано. Долю юної королеви, її ненародженої дитини та молодих бранців мав вирішити суд. Восени того ж року, після складання королевою перед краківським єпископом Збіґнєвом Олешніцьким очищувальної присяги, суд був перерваний, скандал швидко зам'яли, ув'язнені лицарі швидко повернули собі ласки короля.
На початку серпня 1430 року Вавжинець Заремба серед інших урядовців перебував із королем на з'їзді у Ленчиці. Після цієї події, в кінці серпня він міг змінити свого батька на посаді Сєрадзького каштеляна. Вперше згадується на цій посаді, щоправда, лише 11 квітня 1431 року. Він серед інших виступив гарантом 6-денного перемир'я після Луцької війни від 20 серпня 1431 року. 31 серпня 1431 року вони разом із познанським воєводою Сендзівуєм Остроругом доставили узгоджений текст мирної угоди князю Свидригайлу до Чарторийська, де наступного дня князь видав відповідний документ про дворічне перемир'я з польським королем (до 24 червня 1433 року). Заремба їздив у посольства до Свидригайла також у січні, травні та липні 1432 року. Врешті-решт, він також увійшов до делегації на з'їзді в Любліні у вересні та 15 жовтня став підписантом Гродненської унії з новим великим князем литовським Сигізмундом Кейстутовичем. У ці роки Вавжинець був прихильником і близьким соратником підканцлера та канцлера Яна Шафранця.
Вавжинець Заремба був одним із підписантів диплома про гарантії безпеки, виданого королем Владиславом III угорській королеві Єлизаветі Люксембурзькій від 16 серпня 1442 року, який наблизив закінчення громадянської війни в Угорщині.
1453 року Вавжинець Заремба був призначений Сєрадзьким воєводою. Був також тенутаріусом (старостою негродовим) ґрабувським.
Помер 23 лютого 1454 року.

## Сім'я
Вавжинець Заремба був одружений з донькою райці та бурмістра краківського Міхаеля Ланґа з Цірлау (чи Зірлау, нім. Zirlau, тепер Цєрнє біля Свебодзиці), Навойкою. Мали 4 дітей:
- Дорота — дружина Міколая Конецпольського, старости та підкоморія перемиського.
- Ян — сєрадзький каштелян і воєвода, воєвода каліський і ленчицький.
- Марцін.
- Зофія — дружина Томаша з Кемпна.